# Adolphe Monod
Adolphe Monod (teljes neve Adolphe-Louis-Frédéric-Théodore Monod) (Koppenhága, 1802. január 21. – Párizs, 1856. április 6.) francia protestáns teológus.

## Életpályája
Koppenhágában született, ahol édesapja, Jean Monod, a francia református gyülekezet lelkésze volt. Párizsban és Genfben tanult 1824-ig. A következő évben Olaszországba utazott. Nápolyban evangélikus gyülekezetet alapított és ennek körében működött 1827-ig. Ezután Lyonba hívták meg lelkésznek. Hitbeli kérdésekben ellentétbe került a konzisztóriummal és állásából elmozdították. Monod ekkor az államegyháztól független gyülekezetet alapított, amely gyorsan fejlődött. 1838-ban a montaubani református teológiai fakultás tanárává nevezték ki, majd 1847-ben a párizsi református gyülekezet lelkészévé hívták meg.

## Művei
- Egyházi beszédeiből az első három  kötet 1830-ban jelent meg, a negyedik kötet 1844-ben.
- Halála után megjelent művei:
  - Sermons (Párizs, 1855-59, 3 köt.)
  - Les adieus d'Adolphe Monod a ses amis et a l'église. Ez utóbbi betegágyán, barátai körében előadott irásmagyarázatot foglalja magában.
- További művei: 
  - Pál apostol (Frankfurt, 1854, 5 beszéd)
  - Kiválogatott iratok (Bielefeld, 1860-62, 8 kötet)